# 니러도니구

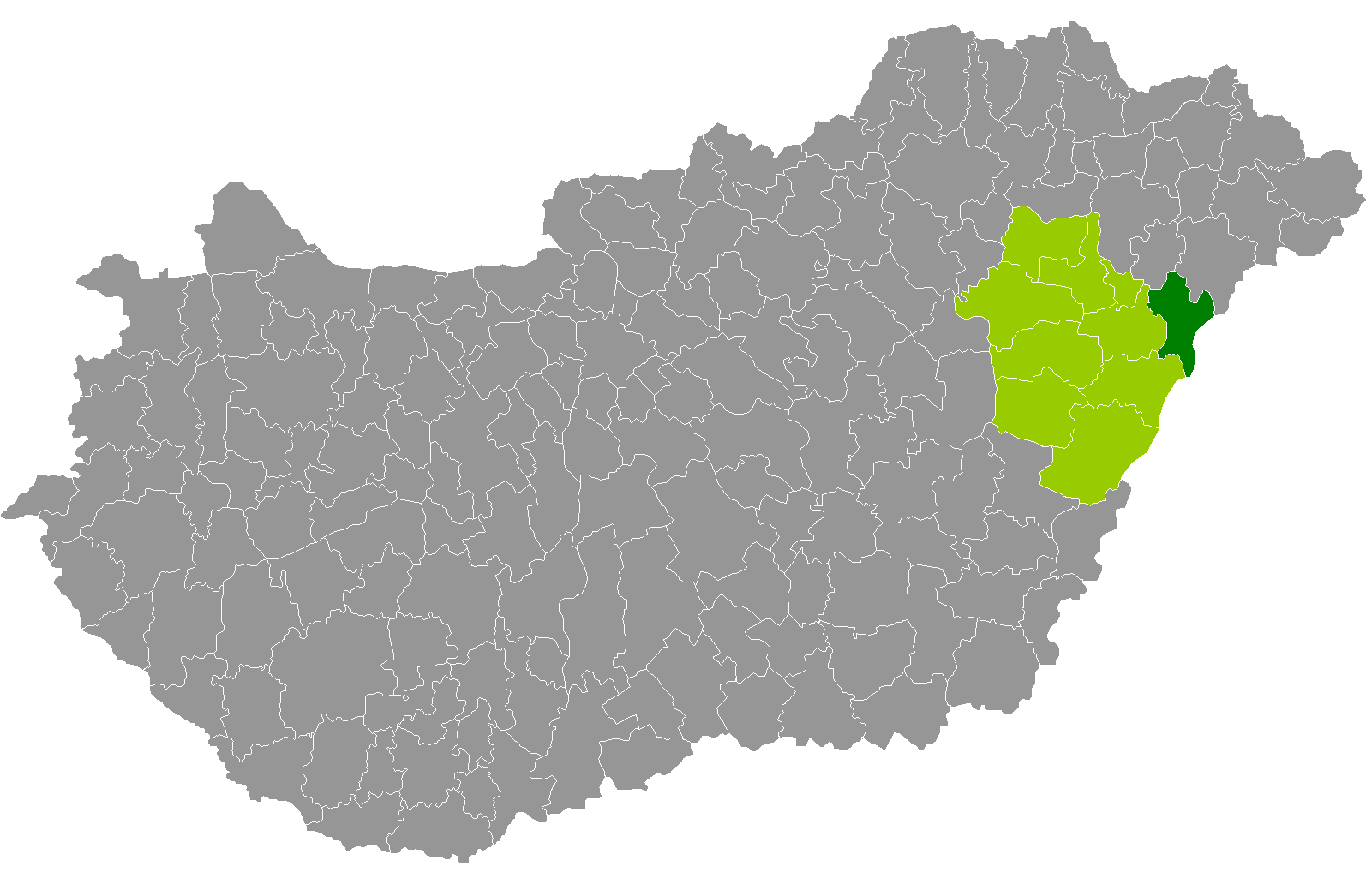
허이두비허르주 지도에 표시된 니러도니구의 위치

니러도니구(헝가리어: Nyíradonyi járás)는 헝가리 허이두비허르주에 위치한 구로 구청 소재지는 니러도니이며 면적은 510.28km2, 인구는 29,534명(2011년 기준), 인구 밀도는 58명/km2이다.
남쪽으로는 데레치케구, 서쪽으로는 데브레첸구, 북쪽으로는 서볼치서트마르베레그주 너지칼로구, 니르바토르구와 접하며 동쪽으로는 루마니아와 국경을 접한다. 9개 지방 자치체(2개 시, 7개 마을)를 관할한다.

구 문장